# Homme Femme Faits divers
Homme Femme Faits divers est une série comique française de format court réalisée par Gilles Graveleau et diffusée pour la première fois le 15 novembre 2012. La série comprend une seule saison de 35 épisodes d'environ 4 minutes. 

## Synopsis
Homme Femme Faits divers est une série de fiction humoristique de format court, qui met en scène un homme et une femme qui n'ont aucun lien amical ou affectif, qui en général ne se connaissent pas, et dont la rencontre, le plus souvent fortuite et anodine, prend une tournure inattendue et dégénère au point de se terminer en fait divers : il ou elle pousse l'autre à commettre des actes répréhensibles, que le surmoi et l’éducation nous interdisent. Parce que nous sommes tous un jour confrontés à des situations apparemment ordinaires qui peuvent se dégrader, cette série se veut être un exutoire pour chacun d’entre nous.

## Fiche technique
- Réalisation : Gilles Graveleau
- Scénario : Gilles Graveleau
- Pays :  France
- Production : Gilles Graveleau, Jean-Marc Palluis et Jean-Pierre Lagrange
- Musique : Gilles Graveleau, mixage par Thierry Cottin-Bizonne
- Son : Thomas Besson

## Distribution

### Acteurs principaux
- Audrey Fleurot : Elle
- Gilles Graveleau : Lui

### Acteurs secondaires
Épisode Le Chemin de l'épicerie
- L'épicier : Cédric Monnet
- Le policier : Maxime Sonigo
- Le policier assistant : Lionel Basset

Épisode Le Créneau
- Le policier : Frédéric Gorny
- Le policier assistant 1 : Abderazag Azzouz
- Le policier assistant 2 : Benoît Harriche

Épisode La Psychologie de la rue 1
- La conseillère : Virginie Haro
- Le spectateur au coup de pied : Hassan Jouhari

Épisode Le Voisin de palier 1
- Le fiancé : Nicolas Gabion
- Le commissaire : Henri Pouradier-Duteil

Épisode La Plaiderie 1
- La greffière : Alix Arbet
- Le juge : Gérard Deselaie
- L'assesseur : Phil Monsel

Épisode La Mise en scène 1
- Le patron du bar : Jacques Chambon
- La policière : Anne-Sophie Duranson